# Лохани, Винаяк
Винаяк Лохани (англ. Vinayak Lohani, хинди विनायक लोहनी; род. 12 апреля 1978, Бхопал, Индия) —  индийский предприниматель, основатель гуманитарной организации «Parivaar». Вдохновленный духовными и гуманистическими идеалами Шри Рамакришны и Свами Вивекананды, Лохани решил всю свою жизнь посвятить служению Божественному в человеке, как учил Свами Вивекананда.
Организация «Parivaar» занимается полноценным развитием и уходом особо уязвимой группы детей, которые могут подвергнуться риску эксплуатации, преследования и торговли, включая сирот, беспризорных детей, брошенных детей и крайне бедных крайне бедных районов.

## Биография
Винаяк Лохани родился 12 апреля 1978 года в Бхопале, там же окончил школу. После школы учился в Индийском технологическом институте Харагпура, затем работал в компании «Infosys» в течение года. В 2001 году, он поступил в Индийский институт управления Калькутты, чтобы получить диплом MБA.
После окончания курса MБA в конце 2003 года, всего с 3 детьми в небольшом арендованном здании и почти без финансовых ресурсов, Лохани создал организацию «Parivaar». Постепенно его самоотверженная работа в «Parivaar» стала вдохновлять людей, и вскоре они начали оказывать помощь его организации. Количество детей в «Parivaar» выросло. В конце 2004 года, «Parivaar» приобрела собственный участок и создала свой первый университетский городок: Parivaar Ashram. В 2011 году «Parivaar» была расширена, и имела уже отдельные кампусы для мальчиков и девочек. К 2014 году в «Parivaar» находится более 1000 детей-резидентов, что делает её крупнейшей и высококачественной жилищной программой для детей из бедных слоёв населения Западной Бенгалии. На протяжении многих лет «Parivaar» привлекает преданных делу молодых людей, многие из которых присоединились к организации в качестве рабочих-резидентов, учителей и вспомогательного персонала, называемого «Seva-vratees».

## Награды и премии
- Национальная премия в области социального обеспечения детей 2011[6][10].
- Премия «Выдающийся выпускник» ИИМ Калькутты[6][10][11].
- Премия «Sanskriti Awards»[6][10][12][13].
- Премия «Spirit of Mastek Award»[10][14].
- Премия «Karmaveer Puraskaar»[10][15].